# Sepp Seemann
Josef (Sepp) Seemann (Landshut, 3 februari 1928 – Münster, 26 mei 2018) was een Duits voetballer die in eigen land speelde voor Bayern München, Preußen Münster en Rot-Weiss Essen. In Nederland kwam hij uit voor Sportclub Enschede, GVAV, Alkmaar '54 en BVV.

## Loopbaan

### Bayern München
Hij groeide op in Landshut, op zo’n 60 kilometer van München, waar hij voetbalde bij SpVgg Landshut. Op 22-jarige leeftijd vertrok hij naar Bayern München dat uitkwam in Oberliga Süd. De Oberliga, die bestond uit vijf regionale klassen, was tot de invoering van de Bundesliga in 1963 het hoogste niveau in het West-Duitse voetbal. Bayern München was begin jaren vijftig nog geen topclub. In de drie seizoenen dat Seemann er speelde, eindigde de latere grootmacht telkens in de middenmoot.
Centrumspits Seemann werd in zijn debuutjaar 1950/51 clubtopscorer met zestien treffers. Een jaar later was hij met twaalf doelpunten opnieuw de meest productieve Bayern-speler.    

### Europees debuut
Hij verhuisde in 1953 naar Münster in de deelstaat Noordrijn-Westfalen in het westen van het land. Hij ging spelen voor Preußen Münster dat uitkwam in Oberliga West. De veelscorende aanvaller werd twee jaar later aangetrokken door Rot-Weiss Essen. Deze club was zojuist, op 26 juni 1955, West-Duits voetbalkampioen geworden door in de finale 1. FC Kaiserslautern met 4-3 te verslaan.
Rot-Weiss Essen mocht daardoor deelnemen aan de Europacup I, die dat jaar van start ging. De West-Duitse kampioen werd in de eerste ronde uitgeschakeld door het Schotse Hibernian FC. Seemann was niet opgesteld in de met 0-4 verloren thuiswedstrijd op 8 september 1955. In de return op 12 oktober in Edinburgh, het duel eindigde in 1-1, maakte hij zijn Europese debuut.   

### Enschede
Na twee seizoenen bij Rot-Weiss Essen verliet hij in 1957 het Duitse voetbal. Samen met zijn clubgenoot Helmut Fottner stak hij de landsgrens over en ging spelen bij Sportclub Enschede. Seemann kende met zijn nieuwe club een voortvarende start in de Eredivisie. SC Enschede voerde lange tijd de ranglijst aan en Seemann stond hoog op de nationale topscorerslijst. In de slotfase van het seizoen raakte hij zijn basisplek kwijt. Hij zou uit vorm zijn en volgens sommige krantenberichten klikte het niet met sterspeler Abe Lenstra. Seemann scoorde 21 doelpunten. Zijn laatste treffers voor SC Enschede waren op 9 februari 1958 toen hij thuis tegen NOAD tweemaal scoorde (3-0). Hij voerde op dat moment de topschutterslijst van de Eredivisie aan.
Ook in de met 1-0 verloren beslissingswedstrijd om het landskampioenschap op 15 juni 1958 tegen DOS werd hij niet opgesteld.

### Clubwisselingen
Hij verruilde, samen met Fottner, na een seizoen SC Enschede voor GVAV dat zojuist uit de Eredivisie was gedegradeerd. Seemann was dertig jaar en hij kon met GVAV niet direct terugkeren naar de Eredivisie. De Groningse club eindigde als derde en de Duitse spits scoorde veertien keer. Een jaar later, het seizoen 1959/60, slaagde hij met zijn nieuwe club Alkmaar '54 erin kampioen te worden in de Eerste divisie B en te promoveren naar de Eredivisie. Seemann was met zeventien doelpunten clubtopscorer maar verliet ook Alkmaar '54 weer na een seizoen. BVV werd in 1960 zijn vierde Nederlandse club. Seemann bleef twee jaar, maar kwam in zijn laatste seizoen weinig meer aan spelen toe. 
Hij sloot in 1962 op 34-jarige leeftijd zijn voetballoopbaan af en keerde terug naar zijn geboorteland. Daar werd hij rijinstructeur in zijn woonplaats Münster. Hij overleed op 90-jarige leeftijd in 2018.

## Clubstatistieken
| Seizoen | Club            | Land           | Competitie       | Competitie | Competitie | Beker | Beker | Internationaal | Internationaal | Overig | Overig | Totaal | Totaal |
| Seizoen | Club            | Land           | Competitie       | Wed.       | Dlp.       | Wed.  | Dlp.  | Wed.           | Dlp.           | Wed.   | Dlp.   | Wed.   | Dlp.   |
| ------- | --------------- | -------------- | ---------------- | ---------- | ---------- | ----- | ----- | -------------- | -------------- | ------ | ------ | ------ | ------ |
| 1950/51 | Bayern München  | West-Duitsland | Oberliga Süd     | 27         | 16         | –     | 0     | 0              | 0              | 0      | 0      | 27     | 16     |
| 1951/52 | Bayern München  | West-Duitsland | Oberliga Süd     | 20         | 12         | 0     | 0     | 0              | 0              | 0      | 0      | 20     | 12     |
| 1952/53 | Bayern München  | West-Duitsland | Oberliga Süd     | 22         | 10         | 0     | 0     | 0              | 0              | 0      | 0      | 22     | 10     |
| 1953/54 | Preußen Münster | West-Duitsland | Oberliga West    | 26         | 13         | –     | 0     | 0              | 0              | 0      | 0      | 26     | 13     |
| 1954/55 | Preußen Münster | West-Duitsland | Oberliga West    | 23         | 15         | –     | 0     | 0              | 0              | 0      | 0      | 23     | 15     |
| 1955/56 | Rot-Weiss Essen | West-Duitsland | Oberliga West    | 18         | 6          | 3     | 3     | 1              | 0              | 0      | 0      | 22     | 9      |
| 1956/57 | Rot-Weiss Essen | West-Duitsland | Oberliga West    | 12         | 5          | 0     | 0     | 0              | 0              | 0      | 0      | 12     | 5      |
| 1957/58 | SC Enschede     | Nederland      | Eredivisie       | 30         | 21         | 0     | 0     | 0              | 0              | 0      | 0      | 30     | 21     |
| 1958/59 | GVAV            | Nederland      | Eerste divisie B | 26         | 14         | 1     | 3     | 0              | 0              | 0      | 0      | 27     | 17     |
| 1959/60 | Alkmaar '54     | Nederland      | Eerste divisie B | 29         | 17         | 0     | 0     | 0              | 0              | 0      | 0      | 29     | 17     |
| 1960/61 | BVV             | Nederland      | Eerste divisie A | 27         | 9          | 3     | 4     | 0              | 0              | 0      | 0      | 30     | 13     |
| 1961/62 | BVV             | Nederland      | Eerste divisie A | 8          | 0          | 0     | 0     | 0              | 0              | 0      | 0      | 8      | 0      |
| Totaal  | Totaal          | Totaal         | Totaal           | 268        | 138        | 7     | 10    | 1              | 0              | 0      | 0      | 276    | 148    |